# Agnes van Württemberg

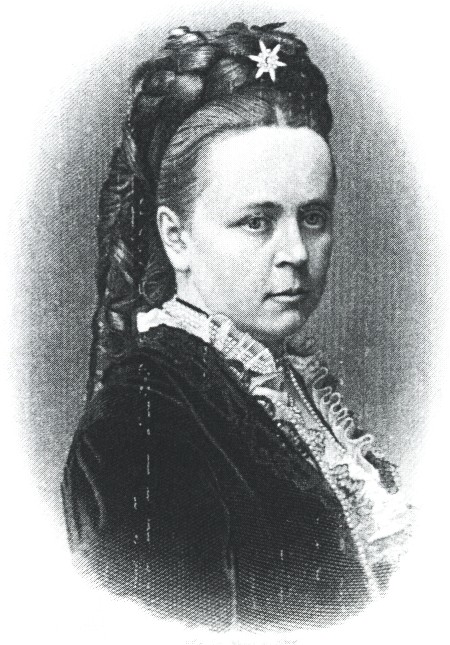
Agnes van Württemberg

Agnes van Württemberg, voluit Pauline Louise Agnes,  vorstin van Reuß jongere linie (Bad Carlsruhe,    13 oktober 1835  -  Gera, 10 juli 1886 ) was een lid van de hoge Duitse adel. Onder het pseudoniem Angelica Hohenstein was zij ook  actief als schrijfster.
Agnes van Württemberg was een dochter van Eugenius van Württemberg, een bekend veldheer, en van prinses   Helena van  Hohenlohe-Langenburg. In 1858 huwde zij met de regerende vorst   Hendrik XIV van Reuss jongere linie. Zij kregen twee kinderen:
1. Hendrik XXVII (1858-1928)
2. Elisabeth (1859-1951), in 1887 gehuwd met prins Herman van Solms-Braunfels (1845-1900)

Agnes van Württemberg richtte verschillende stichtingen en instellingen op die naar haar genoemd zijn, zoals de Agnes-Schule, een onderwijsinstelling voor vrouwelijke dienstboden in  Gera. 

## Werken
- Helene (Erzählung; 1867)
- Aus schönen Stunden. Acht Bilder (enth.: Fra Giovanni Angelico da Fiesole, Roswitha, Aus Venedig, Eine Waldphantasie, Drei Volkslieder in einem Bilde, Im Hinterstübchen, Die Lilie auf dem Meraner Friedhof, Johann Arnolds Tagebuch; 1878)
- Der Segen der Grossmutter (Familienbild in zwei Bänden; 1880)